# David C. Hilmers
David Carl Hilmers, M.D. (nacido el 28 de enero de 1950) es un ex astronauta de la NASA. Nació en Clinton, Iowa, pero considera que DeWitt, Iowa, es su ciudad natal. Él tiene dos hijos adultos. Sus intereses recreativos incluyen tocar el piano, jardinería, electrónica, pasar tiempo con su familia y todo tipo de deportes. Sus padres han fallecido. Con cinco títulos académicos, es el segundo astronauta estadounidense con mayor educación formal, detrás de Story Musgrave con seis.

## Educación
Graduado de Central Community High School en DeWitt, Iowa, en 1968; recibió una licenciatura en Matemáticas (summa cum laude) de Cornell College en 1972, una maestría en Ciencias en Ingeniería Eléctrica (con distinción) en 1977 y el título de Ingeniero Eléctrico de la Escuela de Posgrado Naval de EE. UU. en 1978. Él recibió un título de Doctor en Medicina (MD) del Baylor College of Medicine en 1995 con honores y una Maestría en Ciencias en Salud Pública (MPH) del Centro de Ciencias de la Salud de la Universidad de Texas-Houston en 2002.

## Experiencia de vuelo espacial

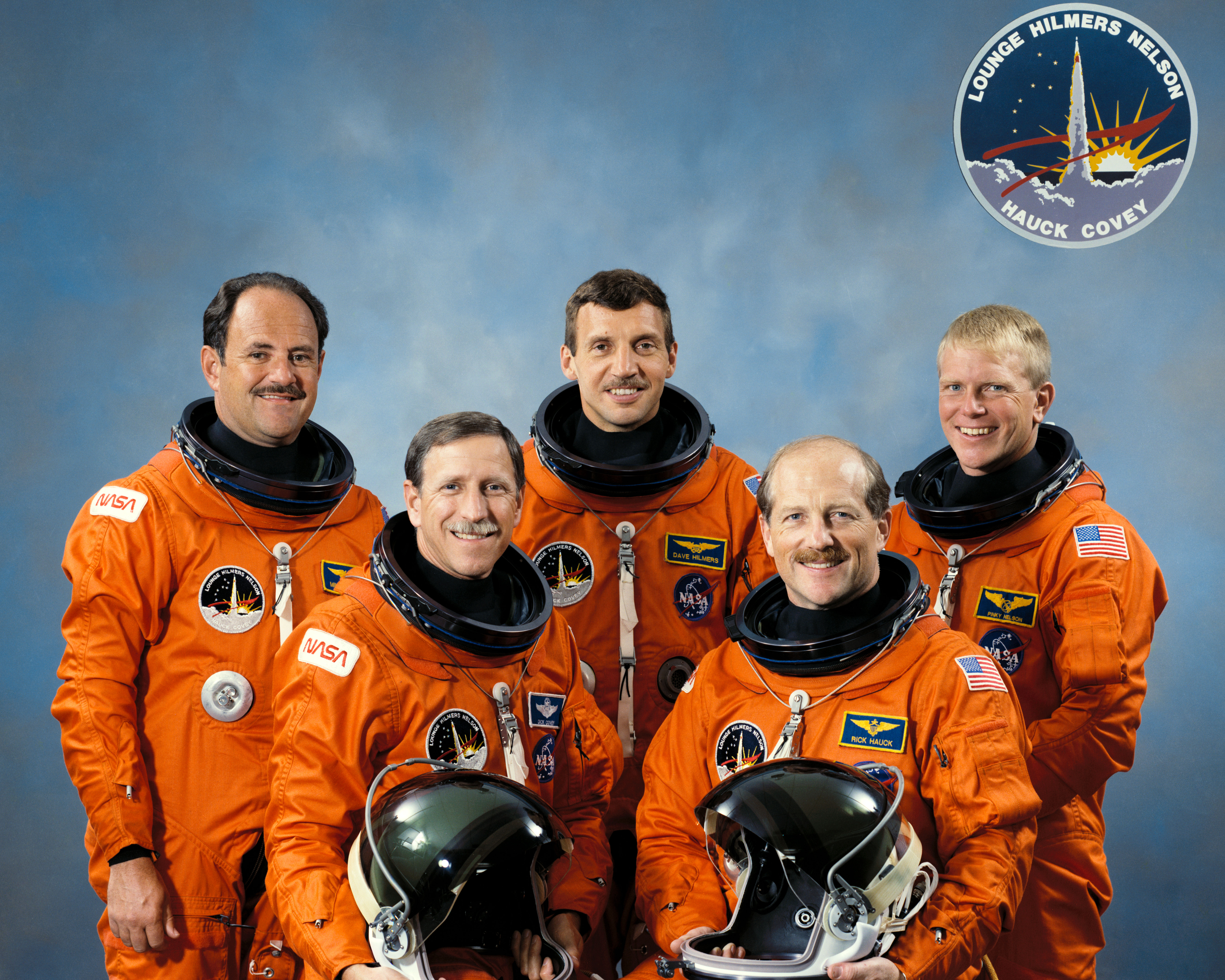
La tripulación es fotografiada con sus Trajes de Lanzamiento y Entrada naranja (LES). El emblema de la misión se muestra en segundo plano.

STS-51-J Atlantis, una misión clasificada del Departamento de Defensa, lanzada desde el Centro Espacial Kennedy, Florida, el 3 de octubre de 1985. Este fue el viaje inaugural del Orbiter Atlantis. Hilmers tenía la responsabilidad principal de una serie de actividades en órbita durante la misión. Después de 98 horas de operaciones orbitales, Atlantis aterrizó en la Base de la Fuerza Aérea Edwards, California, el 7 de octubre de 1985.
STS-26 Discovery, la primera misión que se realizó después del accidente del Challenger, se lanzó desde el Centro Espacial Kennedy, Florida, el 29 de septiembre de 1988. Durante la misión de cuatro días, la tripulación desplegó con éxito el Satélite de seguimiento y transmisión de datos ( TDRS-C), que posteriormente fue llevado a órbita por el cohete Inertial Upper Stage (IUS). También operaron once experimentos de cubierta media. Discovery completó 64 órbitas de la Tierra antes de aterrizar en la Base Edwards de la Fuerza Aérea, California, el 3 de octubre de 1988.
El STS-36 Atlantis se lanzó desde el Centro Espacial Kennedy, Florida, el 28 de febrero de 1990. Esta misión transportó cargas útiles del Departamento de Defensa y varias cargas secundarias. Después de 72 órbitas de la Tierra, la misión STS-36 concluyó con un aterrizaje en el lecho del lago en la Base de la Fuerza Aérea Edwards, California, el 4 de marzo de 1990, después de viajar 1,87 millones de millas.
STS-42 Discovery se lanzó desde el Centro Espacial Kennedy, Florida, el 22 de enero de 1992. Los investigadores de once países proporcionaron cincuenta y cinco experimentos principales realizados en el módulo International Microgravity Laboratory-1, y representaron un amplio espectro de disciplinas científicas. Durante 128 órbitas de la Tierra, la tripulación STS-42 logró el objetivo principal de la misión de investigar los efectos de la microgravedad en el procesamiento de materiales y las ciencias de la vida. En este laboratorio único en el espacio, los miembros de la tripulación trabajaban las 24 horas en dos turnos. Los experimentos investigaron los efectos de la microgravedad en el crecimiento de proteínas y cristales semiconductores. También se realizaron experimentos biológicos sobre los efectos de la gravedad cero en plantas, tejidos, bacterias, insectos y la respuesta vestibular humana. Esta misión de ocho días culminó en un aterrizaje en la Base Edwards de la Fuerza Aérea, California, el 30 de enero de 1992.